# Бататайс
Бататайс (порт. Batatais) — муніципалітет у Бразилії, входить до штату Сан-Паулу. Складова частина мезорегіону Рібейран-Прету. Входить в економіко-статистичний мікрорегіон Бататайс. Населення складає 56 290 осіб на 2006 рік. Займає площу 850,718 км. Щільність населення - 66,2 чол. /км².

## Історія
Місто засноване у 1839 році.

## Статистика
- Валовий внутрішній продукт на 2005 рік становить 699.320.650,00 реалів (дані: Бразильський інститут географії та статистики ).
- Валовий внутрішній продукт на душу населення на 2005 рік становить 12.600,15 реалів (дані: Бразильський інститут географії та статистики ).
- Індекс розвитку людського потенціалу на 2000 рік становить 0,825 (дані: Програма розвитку ООН ).

## Географія
Клімат місцевості: субтропічний. Відповідно до класифікації Кеппена клімат відноситься до категорії Cfb.